# Marići (Sveta Nedelja)
Pour les articles homonymes, voir Marici (homonymie).
Marići (en italien : Marici) est une localité de Croatie située en Istrie, dans la municipalité de Sveta Nedelja, dans le comitat d'Istrie. En 2021, la localité comptait 75 habitants.

## Démographie
| 1948 | 1953 | 1961 | 1971 | 1981 | 1991 | 2001 | 2021 |
| ---- | ---- | ---- | ---- | ---- | ---- | ---- | ---- |
| 161  | 152  | 145  | 126  | 105  | 93   | 72   | 75   |